# Arabische kleine groene bijeneter
De Arabische kleine groene bijeneter (Merops cyanophrys) is een bijeneter die voorkomt op het Arabisch Schiereiland en in Israël. De vogel werd in 1860 als aparte soort door  Jean Cabanis en Ferdinand Heine beschreven als Philothrus cyanophrys.

## Kenmerken
De vogel is 17–18 cm lang en lijkt sterk op de Aziatische kleine groene bijeneter. Vroeger werd deze soort als ondersoort beschouwd. Opvallend aan deze soort zijn de relatief kort verlengde, middelste staartpennen en de meer naar blauw neigende veren op de borst en buik.

## Verspreiding en leefgebied
De vogel komt voor op het Arabisch Schiereiland en er zijn twee ondersoorten:
- M. c. cyanophrys: zuidelijk Israël en westelijk en zuidelijk Arabië.
- M. c. muscatensis: midden en oostelijk Arabië.

De leefgebieden bossavanne, draslanden, halfwoestijnen en agrarisch gebied in laagland.

## Status
De Arabische kleine groene bijeneter heeft een groot verspreidingsgebied en de soort gaat in aantal vooruit. Om deze redenen staat de soort als niet bedreigd op de Rode Lijst van de IUCN.